# 古迪加瓦巴爾村
古迪加瓦巴爾村（波斯語：‎），是伊朗吉兰省阿姆拉什县中央區南阿姆拉什鄉的一个村。2006年人口普查顯示該村人口为11人，分佈在5个家庭中。